# Josef Grolmus
Josef Grolmus (1. února 1918 Bezno – říjen 2006[nenalezeno v uvedeném zdroji]) byl český a československý politik Komunistické strany Československa, v 50. letech představitel města Ústí nad Labem, za normalizace poslanec Sněmovny lidu Federálního shromáždění.

## Biografie
Od října 1950 do května 1954 působil jako předseda JNV (v dnešní terminologii starosta) Ústí nad Labem. Funkci zastával až do správní reformy roku 1954. Pak se stal předsedou ONV v Ústí nad Labem.
K roku 1971 se profesně uvádí jako řidič zakladače. Ve volbách roku 1971 tehdy zasedl do Sněmovny lidu (volební obvod č. 54 - Ústí nad Labem-sever, Severočeský kraj). Mandát obhájil ve volbách v roce 1976 (obvod Ústí nad Labem-sever). Ve Federálním shromáždění setrval do konce funkčního období, tedy do voleb v roce 1981.